# زابلاچه (چاچاک)
زابلاچه (به صربی: Zablaće) یک منطقهٔ مسکونی در صربستان است که در چاچاک واقع شده‌است. زابلاچه ۸٫۴۶ کیلومتر مربع مساحت و ۱٬۱۷۰ نفر جمعیت دارد و ۱۹۸ متر بالاتر از سطح دریا واقع شده‌است.